# Safranbolu
Safranbolu – miasto w Turcji, w prowincji Karabük. Znajduje się 9 kilometrów od Karabüku i 100 km od południowego wybrzeża Morza Czarnego.

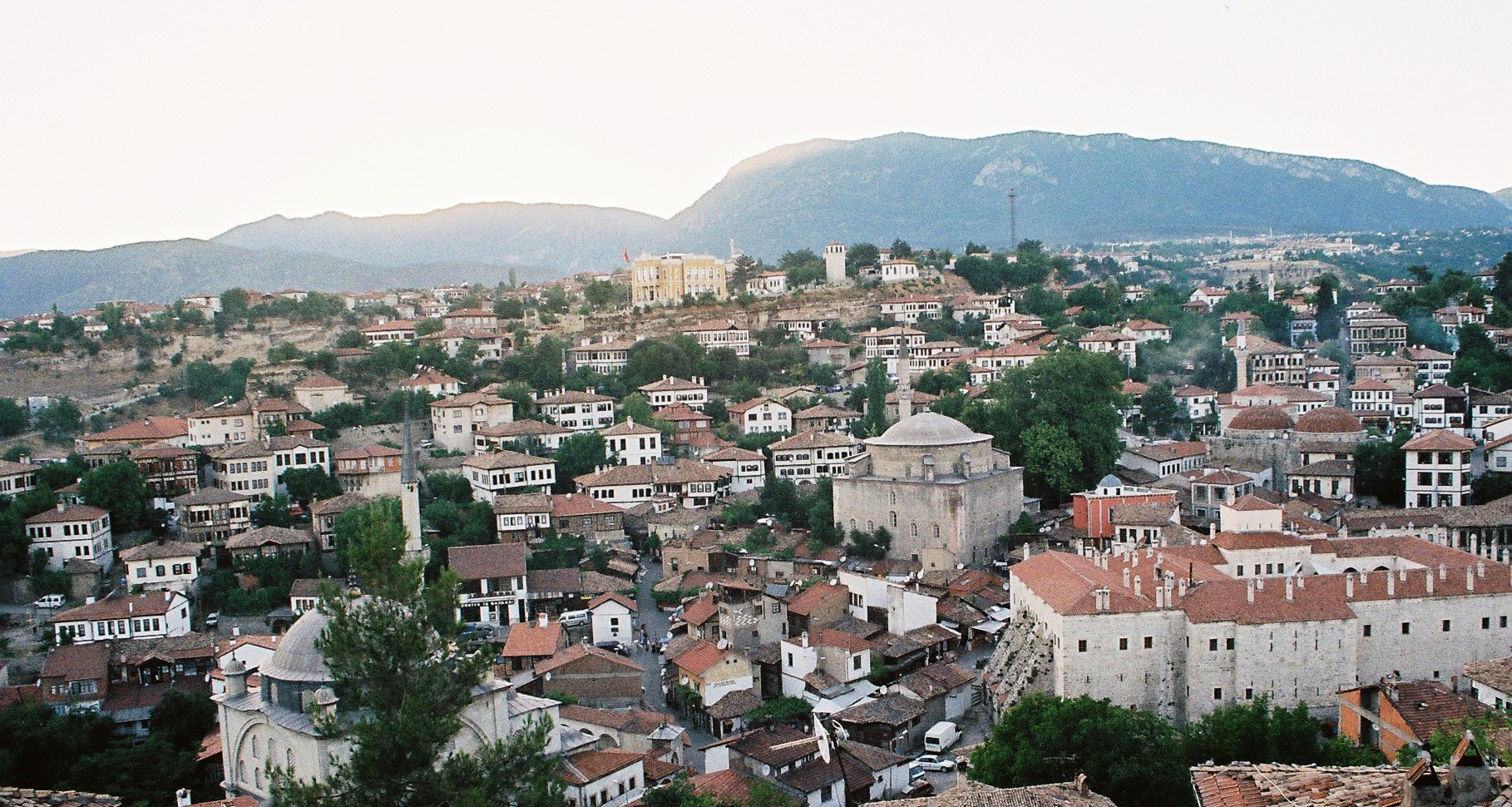
Panorama miasta

Safranbolu jest starym miastem i zostało wpisane 17 grudnia 1998 roku na Listę światowego dziedzictwa UNESCO.